# Chélieu
Chélieu település Franciaországban, Isère megyében. Lakosainak száma 739 fő (2022. január 1.). Chélieu Valencogne, Chassignieu, Doissin, Montagnieu, Le Passage és Val-de-Virieu községekkel határos.

## Népesség
A település népességének változása:
| Lakosok száma | 378  | 368  | 415  | 638  | 679  | 674  | 676  | 712  | 729  | 739  |
|               | 1968 | 1982 | 1990 | 2006 | 2013 | 2015 | 2017 | 2019 | 2020 | 2022 |